# Joe Cremo
Joseph Robert «Joe» Cremo (Scotia, Nueva York, 5 de noviembre de 1996) es un baloncestista estadounidense que pertenece a la plantilla del Club Basquet Coruña de la Primera FEB. Con 1,93 metros de estatura, juega en la posición de escolta.

## Trayectoria deportiva

### Universidad
Jugó tres temporadas con los Great Danes de la Universidad de Albany, en las que promedió 14,7 puntos, 4,4 rebotes, y 3,0 asistencias por partido. En su primera temporada fue elegido rookie del año de la America East Conference, mientras que en la segunda sería elegido mejor sexto hombre de la conferencia e incluido en el segundo mejor quinteto, y finalmente en la tercera incluido en el primero.
Después de la tercera temporada, Cremo optó por aprovechar la regla de transferencia de graduados de la NCAA y transferirse a una escuela diferente sin quedarse fuera de la competición un año, y optó por los Wildcats de la Universidad de Villanova. Allí contó con muchos menos minutos de juego, acabando el año con 4,0 puntos, 1,8 rebotes y 1,2 asistencias por partido.

### Profesional
Tras no ser elegido en el Draft de la NBA de 2019, sí lo fue en el Draft de la NBA G League, donde los Long Island Nets lo seleccionaron en la cuarta ronda, pero fue despedido durante la pretemporada. Fichó entonces por los Spa City Gamblers de la ABA. Sin embargo, el 12 de diciembre fue reclamado por los  Nets.
En la temporada 2021-22, firma por el Zornotza Saskibaloi Taldea de la Liga LEB Plata.
El 17 de junio de 2022, firma por el Club Baloncesto Tizona de la Liga LEB Plata.
El 24 de julio de 2024, firma por el San Pablo Burgos de la Primera FEB.
El 14 de julio de 2025, firma por el Club Basquet Coruña de la Primera FEB.